# Inglês nigeriano
Inglês nigeriano, também conhecido como Padrão Nigeriano do Inglês, é um dialeto do inglês falado na Nigéria. É baseado no inglês britânico, mas nos anos recentes, por causa do aumento no contato com os Estados Unidos da América, algumas palavras originárias do inglês americano tem entrado no inglês nigeriano. Adicionalmente, algumas palavras novas e colocações tem emergido da língua, o qual vem da necessidade de expressar conceitos específicos da cultura da nação (p. ex. bride-price, senior wife).

## Leituras complementares
- Kortmann, Bernd (2004). A Handbook of Varieties of English: Morphology and syntax 2. Walter de Gruyter. p. 813. ISBN 3110175320.
- Cheshire, Jenny (1991). English around the world - Sociolinguistic perspectives. Cambridge University Press. p. 514. ISBN 0521330807.
- Faraclas, Nicholas G. (1996). Nigerian Pidgin. Routledge. p. 2. ISBN 0415022916.
- Ngefac, Aloysius (2008). Social differentiation in Cameroon English. Peter Lang. p. 19. ISBN 9781433103902.
- Ihemere, Kelechukwu U. (2007). A Tri-Generational Study of Language Choice & Shift in Port Harcourt. p. xvi. ISBN 1581129580.